# Läderach
Die Läderach (Schweiz) AG (Markenauftritt: Läderach Switzerland) ist ein in Ennenda (Gemeinde Glarus) im Kanton Glarus ansässiges Familienunternehmen, das Schokolade, Pralinen und Konfekte herstellt.

## Geschichte

### Gründung und frühe Entwicklungen

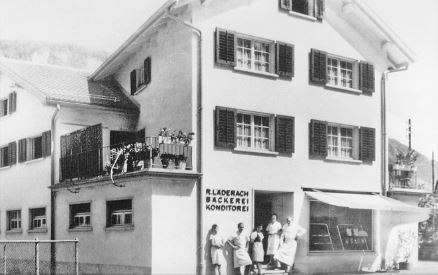
1962 eröffnete Rudolf Läderach senior ein kleines Geschäft und legte so die Grundlagen für das heutige Unternehmen

Gegründet wurde das Unternehmen 1962 in Glarus von Rudolf Läderach (1929–2013), nachdem sein Vater Rudolf Läderach senior seit 1926 eine Bäckerei in Netstal (heute Gemeinde Glarus) betrieben hatte.
Läderach begann mit der Herstellung verschiedener Süsswaren zu experimentieren und legte schliesslich einen Schwerpunkt auf Schokolade bzw. Pralinen. 1970 erfand und patentierte er das «Verfahren zur Herstellung dünnwandiger Truffes-Hohlkugeln», das die Truffes-Herstellung vereinfachte und verbesserte. Die Erfindung des Verfahrens der Herstellung von Trüffelhüllen aus Schokolade, die zuvor von Chocolatiers zu Kugeln gerollt werden mussten, eröffnete den Weg von einem kleinen Dorfgeschäft zur schrittweisen Erweiterung: Er expandierte 1981 nach Deutschland und exportierte auch das erste Mal nach Übersee.
Er übergab 1994 die operative Führung seines Unternehmens seinem zweiten Sohn Jürg Läderach, der bis 2018 als CEO und bis Ende 2021 als Präsident des Verwaltungsrates tätig war. Seit 2018 ist Johannes Läderach CEO und seit Anfang 2022 auch Präsident des Verwaltungsrates. Jürg Läderach besitzt laut Tages-Anzeiger im 2023 keine Aktien mehr und war im 2021 aus dem Verwaltungsrat ausgeschieden.

### Unternehmenswachstum und Generationenwechsel
2004 kaufte Läderach die Merkur Confiserien AG in der Schweiz, stieg damit in den Einzelhandel ein und führte zeitgleich seine FrischSchoggi ein, eine Schokolade, die Kunden in gewünschter Menge von grossen Platten abgebrochen an den Theken der Filialen erwerben können. Bis Ende 2014 baute Läderach die 41 übernommenen Merkur-Standorte zu eigenen «Läderach Chocolaterien» um. 2006 eröffnete das Unternehmen ein Logistik- und Service-Center in Bilten. Mit Johannes und Elias Läderach trat 2011 die dritte Generation ins Unternehmen ein. Nach einem Jahr Bauzeit eröffnete Läderach im September 2012 eine eigene Minergie-zertifizierte Produktionsstätte für Schokoladenmasse in Bilten (Gemeinde Glarus Nord) mit einer jährlichen Produktionskapazität von 1100 Tonnen.
2008 passte Läderach den eigenen Markenauftritt an und trat ab diesem Zeitpunkt als «Läderach – chocolatier suisse» auf. Anfang 2024 wurde, laut Läderach aufgrund der Internationalisierung des Unternehmens, der Markenauftritt auf «Läderach Switzerland» geändert. 2008 wurden zudem zwei neue Filialen an der Bahnhofstrasse in Zürich und der Spitalgasse in Bern eröffnet, in denen auch Show-Produktionen von verschiedenen Produkten stattfanden. Im selben Jahr entstand auch ein Standort in Freiburg, im Jahr darauf wurde ein eigenes Geschäft in Karlsruhe eröffnet. 2009 begann Läderach nach Asien zu expandieren und etablierte eine Filiale in Südkorea, weitere folgten 2010 und 2011.
Die Produktion wurde 2017 in Ennenda erweitert und modernisiert, um der steigenden Nachfrage nachzukommen. Im Jahre 2018 übernahm der älteste Sohn, Johannes Läderach, die Unternehmensleitung von seinem Vater Jürg. Auch Elias Läderach, gelernter Confiseur und Chocolatier, trat in die Geschäftsleitung ein und wurde im selben Jahr zum World Chocolate Master 2018 ernannt. Seit Anfang 2021 leitet zudem der dritte Sohn David Läderach das Deutschland-Geschäft des Unternehmens. 2019 entstanden die ersten Filialen in Übersee: zwei Filialen in Toronto (Kanada) und eine Filiale in New York City (USA). Im selben Jahr eröffnete Läderach auch die erste Filiale in London (England).

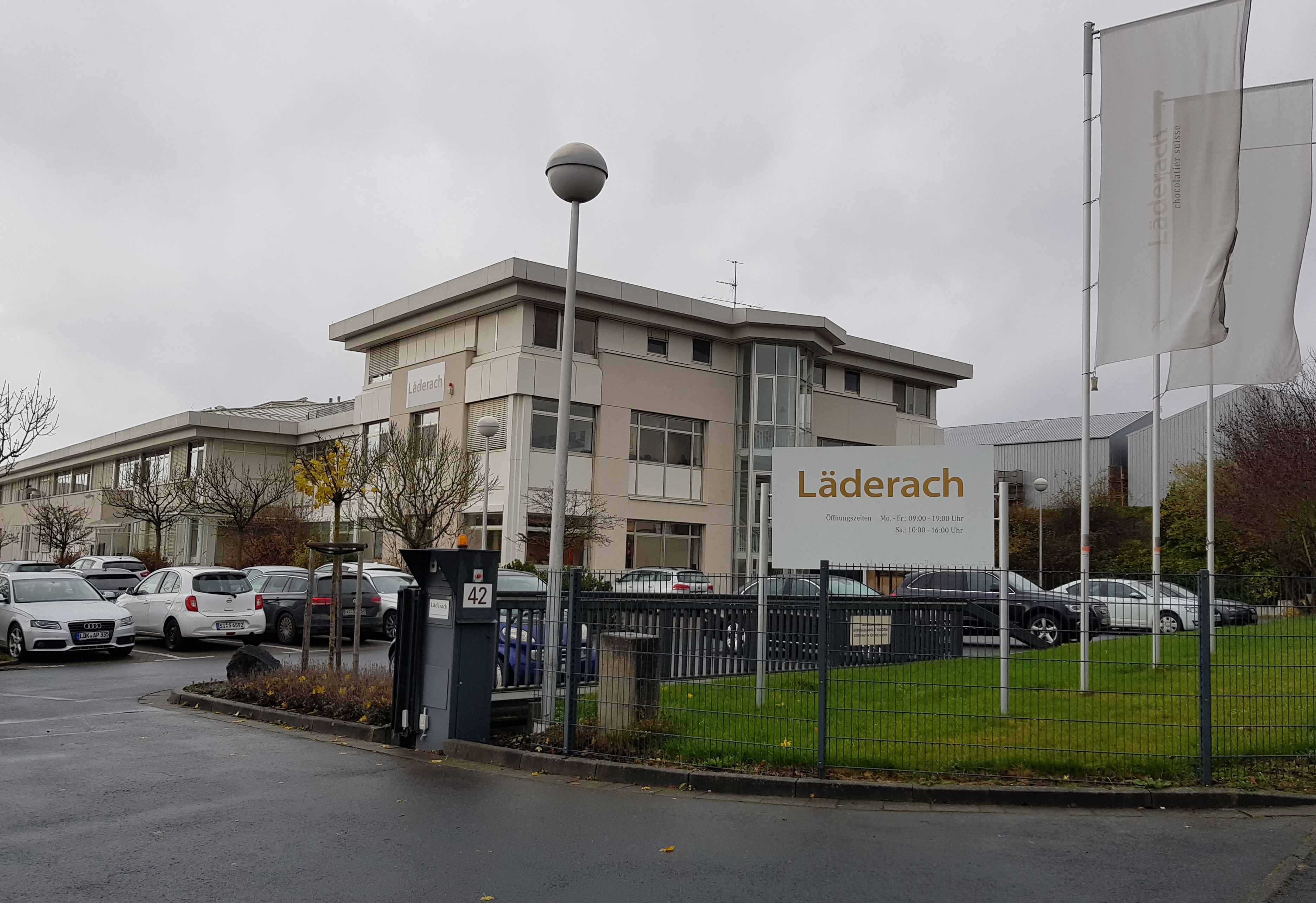
Der ehemalige Produktionsstandort in Dillenburg-Manderbach

Anfang März 2019 wurde die seit 1990 in Dillenburg-Manderbach ansässige Produktionsstätte mit Verkaufsshop kurzfristig geschlossen; 134 Mitarbeiter verloren ihren Job.
Wegen des Umsatzeinbruchs um bis zu 50 Prozent aufgrund der Schliessung der Läden während der COVID-19-Pandemie entliess Läderach im Mai 2020 27 Mitarbeiter ohne Sozialplan. Unter den Entlassenen befanden sich mehrere langjährige Beschäftigte, der älteste von ihnen war 63 Jahre alt.
Läderach eröffnete im November 2020 das «House of Läderach» am Standort Bilten.

### Internationale Expansion und aktuelle Entwicklungen
Im Dezember 2020 eröffnete Läderach an der 5th Avenue in New York den dritten Laden in den USA und die 100. Filiale weltweit. Im Februar 2021 gab das Unternehmen bekannt, weitere 34 Filialen in den USA zu eröffnen, wofür die Mietverträge für 34 Filialen von Godiva Chocolatier übernommen werden. In Neu-Delhi nahm im August 2023 eine Läderach-Filiale den Betrieb auf. Im Dezember 2023 wurde in Paris die erste französische Filiale eröffnet, kurz darauf folgte eine Filiale in Malaysia.
Im März 2022 beschäftigte Läderach laut im Tages-Anzeiger zitierter Eigenaussagen von Johannes Läderach Menschen aus 50 Nationen und 60 Prozent Frauen in Führungspositionen. Im September 2022 wurde Läderach von einer Hackergruppe mit Ransomware angegriffen. Der Angriff beeinträchtigte kurzzeitig die Logistik, Produktion und Administration.
Im Oktober 2022 gab Läderach bekannt, dass aufgrund positiver Geschäftsentwicklungen eine zweite Schokoladenfabrik in Bilten eröffnet wird.

## Unternehmen
Läderach produziert seit der Schliessung des Standorts in Dillenburg ausschliesslich an den Standorten Ennenda und Bilten im Glarnerland in der Schweiz. Ein dritter Standort ist in Planung. Insgesamt beschäftigt Läderach in 20 Ländern rund 2.000 Mitarbeitende aus über 65 Nationen. Die Produkte werden in 180 eigenen Boutiquen verkauft.

## Produkte

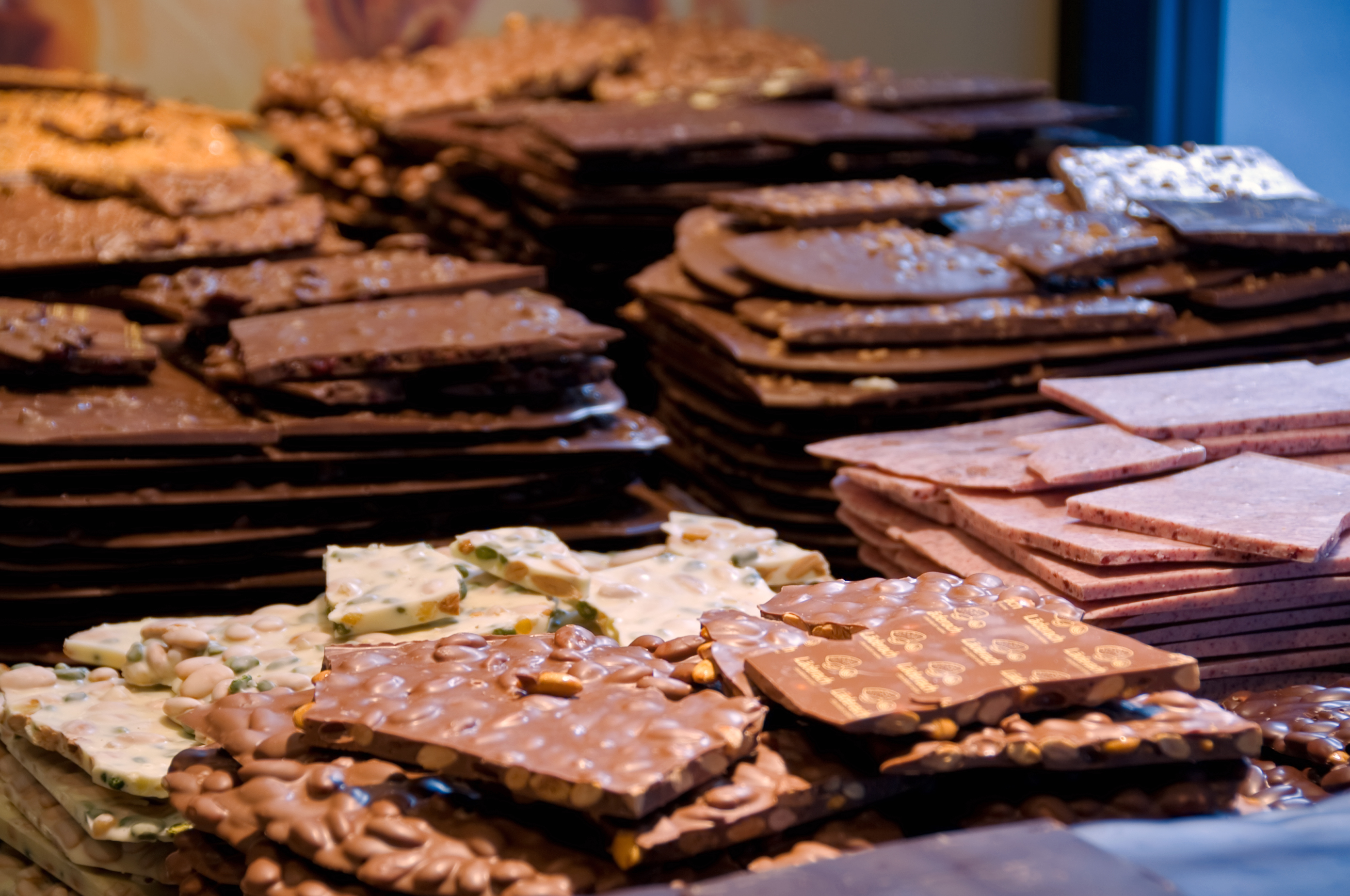
FrischSchoggi ist Bruchschokolade, die an der Theke von Läderach-Filialen erworben werden kann.

Läderach produziert vor allem Tafelschokoladen, Pralinen und Konfekte, zu den meistverkauften Produkten gehören die Schokoladen Haselnuss-Milch und dunkle Mandel. Zusätzlich gibt es verschiedene Schokoladensnacks, Saison- und Geschenkartikel. Seit 2022 bietet das Unternehmen auch eine vegane Schokoladenlinie mit vier Produkten auf Basis von Cashewdrink an.
Nach Angaben von Läderach kontrolliert das Unternehmen den gesamten Produktionsprozess seiner Schokolade, deren Kakaobohnen aus Kooperationen mit Bauern in Madagaskar, Costa Rica, Trinidad, Ghana, Brasilien und Ecuador stammen.

## Kritik
Schweizerische und Deutsche LGBT-Gruppierungen riefen Anfang 2020 zum Boykott der Läderach-Produkte auf, da sich der ehemalige Patron Jürg Läderach zusammen mit seinem Sohn Johannes viele Jahre im Mitte 2022 aufgelösten Verein Christianity for Today (CFT) engagiert hatten, der für seine radikalen Ansichten (Ablehnung gleichgeschlechtlicher Partnerschaften, Abtreibungsgegner) stark kritisiert wurde. Ein Bereichsleiter der Firma Läderach war Aktuar, Jürg und Johannes Läderach waren über den Verein Mitorganisatoren bei «Marsch fürs Läbe», einer Demonstration gegen das Recht auf Abtreibung. Jürg Läderach hatte sich auch zuvor bereits viele Jahre gegen Homosexualität, die rechtliche Aufwertung gleichgeschlechtlicher Partnerschaften und Pornographie engagiert. Im Rahmen der Proteste wurde ebenfalls bekannt, dass Swiss einen Vertrag über die Zusammenarbeit mit Läderach im November 2019 per April 2020 hatte auslaufen lassen. Während der Proteste fanden auch Säureanschläge auf und Vandalismus in Filialen von Läderach statt. Johannes Läderach distanzierte sich öffentlich vom «Marsch fürs Läbe», von homophoben Aussagen und gab an, dass er niemals Menschen wegen ihrer sexuellen Orientierung verletzen möchte oder diskriminieren würde. LGBTQ-Mitarbeiter des Unternehmens hätten die Aufregung nicht verstanden. Im 2022 erwähnte Johannes Läderach, dass eine externe unabhängige Ombudsstelle für Verstösse gegen die Firmenwerte eingerichtet worden sei.
Dok-Film September 2023
Das Schweizer Fernsehen strahlte am 21. September 2023 eine Dokumentation mit dem Titel: „Die evangelikale Welt der Läderachs – Züchtigung im Namen Gottes“ aus. Darin erhoben mehrere ehemalige Schüler und Schülerinnen schwere Vorwürfe gegen Jürg Läderach und die von ihm gegründete Christliche Schule Linth. Zu dieser Zeit war Jürg Läderach Patron, CEO und Verwaltungsratspräsident der Firma Läderach. Auch seine Kinder besuchten diese Schule. In einer eidesstattlichen Erklärung liess Jürg Läderach notariell festhalten, dass er «niemals Schülerinnen oder Schüler geschlagen oder anderweitig misshandelt habe». Jürg Läderach und die damals hauptsächlich Verantwortlichen haben sich in Briefen an die Betroffenen entschuldigt.
Nach Ausstrahlung der Dokumentation reagierte der heutige CEO von Läderach Chocolatier Suisse, Johannes Läderach, und liess die Öffentlichkeit wissen: «Meine Brüder und ich haben mit dafür gesorgt, dass die Vergangenheit schonungslos aufgearbeitet wurde. Wir selbst waren zur fraglichen Zeit Kinder und damals Teil der Gemeinde und sind auch dort zur Schule gegangen. Wir kennen viele Betroffene und verurteilen das, was geschehen ist, auf das Schärfste.» In den Läderach-Läden kamen Sicherheitsleute zum Einsatz. Gemäss Aussage des aktuellen CEO Johannes Läderach sollen seine drei Kinder nicht mehr die Christliche Schule Linth in Kaltbrunn SG besuchen, dies ab Ende des Schuljahrs im Sommer 2024. Jürg Läderach klagte wegen Ehrverletzung gegen eine Person, die im Dok-Film gegen ihn aussagte, es gehe ihm nicht um eine Bestrafung, vielmehr wolle er die Vorwürfe von der Staatsanwaltschaft überprüfen lassen.

## Auszeichnungen
- 2012: SVC Unternehmerpreis Ostschweiz[73]
- 2018: World Chocolate Master (Elias Läderach)[22]
- 2023: Best Managed Company 2023 in der Schweiz (Auszeichnung durch Deloitte, der Bank Julius Bär und der Schweizer Börse SIX)[74]

## Fussnoten
1. ↑   Südostschweiz, abgerufen am 13. November 2022.
2. 1 2   Tagblatt, abgerufen am 13. November 2022.
3. ↑  Läderach 2024 erneut als „Best Managed Company“ ausgezeichnet boerse.de. Abgerufen am 24. Juli 2024.
4. ↑  
«Deutschland ist der kaputteste Schokoladenmarkt der Welt», Frankfurter Allgemeine Zeitung, 10. April 2017, abgerufen am 2. Mai 2019 (PDF).
5. ↑  Confiseur Rudolf Läderach verstorben. In: 20 Minuten vom 29. Juli 2013.
6. ↑  Ostschweiz – Rudolf Läderach ist tot. 30. Juli 2013, abgerufen am 3. Dezember 2022.
7. ↑  Läderach schliesst Generationenwechsel erfolgreich ab. Abgerufen am 3. Dezember 2022.
8. ↑  Erst der Support, dann das Aus – steckt Schawinski hinter der Kehrtwende?, Tages-Anzeiger, 26. September 2023
9. ↑  Brigitte Pavetic: Schoggi-Erlebnisse in Düsseldorf: Läderach mit neuem Platz in den Schadow Arkaden. 3. Mai 2022, abgerufen am 21. Dezember 2022.
10. ↑  Ostschweiz - Rudolf Läderach ist tot. 30. Juli 2013, abgerufen am 18. August 2023.
11. ↑  Valora verkauft Merkur Spezialgeschäfte an Confiseur Läderach. Abgerufen am 18. August 2023.
12. ↑  Thomas Bieger: Marketing Concept - The St. Gallen Management Approach. UTB, 2021, ISBN 978-3-8252-5752-1 (google.com [abgerufen am 18. August 2023]).
13. ↑  Läderach: eigene Schoggifabrik eröffnet. In: foodaktuell. 28. September 2012, abgerufen am 14. März 2023 (deutsch).
14. ↑  Läderach stärkt Position im In- und Ausland. In: foodaktuell. 11. Juli 2008, abgerufen am 9. Februar 2023 (deutsch).
15. ↑  Läderach: Neues Land, neues Branding. In: Konsider. Abgerufen am 27. Juni 2024.
16. ↑  Eintritt in einen weiteren europäischen Markt. In: glarus24. 8. Dezember 2023, abgerufen am 27. Juni 2024.
17. ↑  Ein Schoggi-Paradies für die Zürcher Bahnhofstrasse. In: tagesanzeiger.ch. Abgerufen am 9. Februar 2023.
18. ↑  Merkur: Show-Confiserie in Bern eröffnet – Marketing. In: persoenlich.com. Abgerufen am 9. Februar 2023.
19. ↑  Confiseur Läderach: Expansion nach Deutschland. In: foodaktuell. 12. Januar 2010, abgerufen am 18. August 2023 (deutsch).
20. ↑  Schokolade: Läderach eröffnet zweiten Shop in Korea. In: foodaktuell. 31. März 2010, abgerufen am 18. August 2023 (deutsch).
21. ↑  Läderach mit drittem Verkaufspunkt in Südkorea | Südostschweiz. Abgerufen am 18. August 2023 (Schweizer Hochdeutsch).
22. 1 2  Läderach vollzieht den Generationenwechsel. In: Läderach. 8. Januar 2018, abgerufen am 29. Juni 2019.
23. ↑  History | Cacao Barry® World Chocolate Masters. In: World Chocolate Masters. Abgerufen am 20. Oktober 2019.
24. ↑  Läderach schliesst Generationenwechsel erfolgreich ab. 22. Dezember 2021, abgerufen am 23. August 2023.
25. ↑  Christian Dorer: «Wir stehen zu unseren Werten». 12. März 2022, abgerufen am 23. August 2023 (Schweizer Hochdeutsch).
26. ↑  Läderach expandiert in den USA. In: punkt4.info. Abgerufen am 3. Februar 2023.
27. ↑  VRM Mittelhessen GmbH & Co KG: Läderach-Entscheid fiel im Dezember. 28. Februar 2019, abgerufen am 2. Februar 2022.
28. ↑  VRM Mittelhessen GmbH & Co KG: Läderach-Mitarbeiter werden von Securitykräften von ihren Arbeitsplätzen geholt. 1. März 2019, abgerufen am 2. Februar 2022.
29. ↑  «Ein Sozialplan liegt leider nicht drin» Jetzt erklärt Chocolatier Läderach die Entlassungen. Abgerufen am 26. September 2023 (Schweizer Hochdeutsch).
30. ↑  Läderach entlässt ältere Mitarbeiter ohne Sozialplan. Abgerufen am 26. September 2023 (Schweizer Hochdeutsch).
31. ↑  Franco Landolt: Die Glarner Schokoladenwelt. In: Artikel Südostschweiz. 13. November 2020, abgerufen am 13. November 2020.
32. ↑  Patrik Berger und Benjamin Fisch: Jetzt hat auch Läderach sein eigenes Schoggi-Museum. In: Blick Artikel. 19. Januar 2021, abgerufen am 19. Januar 2021.
33. ↑  Claudia Vernocci: House of Läderach eröffnet. In: Swissbaker. 18. November 2020, abgerufen am 18. November 2020.
34. ↑  Corinne Gretler: Premium chocolate emerges as winner. In: bloomberg. 10. Dezember 2020, abgerufen am 10. Dezember 2020.
35. ↑  Andria Cheng: Swiss chocolatier Läderach opens NYC flagship. In: Forbes Artikel. 11. Dezember 2020, abgerufen am 11. Dezember 2020.
36. ↑  Kirsty Stephenson: Läderach eröffnet 100. Filiale. In: Südostschweiz Artikel. 13. November 2020, abgerufen am 13. November 2020.
37. ↑  Chocolatier Läderach: Glarus rockt die USA. Abgerufen am 17. Februar 2021.
38. 1 2  Christian Dorer (Interview) und Thomas Meier (Fotos): «Wir stehen zu unseren Werten». 12. März 2022, abgerufen am 3. Dezember 2022 (Schweizer Hochdeutsch).
39. ↑  Indiaretailing Bureau: Swiss chocolate brand Läderach enters India. In: India Retailing. 24. August 2023, abgerufen am 25. November 2024 (englisch).
40. ↑  Samira Sood: India’s first Läderach store in Delhi is the Willy Wonka-esque fever dream we needed. 26. August 2023, abgerufen am 25. November 2024 (indisches Englisch).
41. ↑  Läderach expandiert nach Frankreich. In: Foodaktuell. 12. August 2023, abgerufen am 27. Juni 2024.
42. ↑  Umsatzeinbussen in der Schweiz - Läderach spürte die Auswirkungen des Skandals. In: SRF. 27. März 2024, abgerufen am 27. Juni 2024.
43. 1 2  «Wir stehen zu unseren Werten, doch im Unternehmen haben wir komplette Offenheit», Blick, 12. März 2022; zitiert in Läderach und der Reputationsschaden, Tages-Anzeiger, 23. September 2023, S. 6
44. ↑  Cyberkriminelle veröffentlichen Daten von Läderach. In: inside-it.ch. Abgerufen am 23. August 2023.
45. ↑  Läderach baut zweite Schoggifabrik in Bilten. In: suedostschweiz.ch. Abgerufen am 3. Februar 2023 (Schweizer Hochdeutsch).
46. ↑  Schoggi für Amerika – Läderach wagt den grossen Sprung über den Teich. In: tagesanzeiger.ch. Abgerufen am 9. Februar 2023.
47. ↑  Läderach baut eine zweite Fabrik in Bilten. In: foodaktuell. 31. Oktober 2022, abgerufen am 9. Februar 2023 (deutsch).
48. ↑  Läderach 2024 erneut als „Best Managed Company“ ausgezeichnet. In: Boerse.de. Abgerufen am 24. Juli 2024.
49. ↑  Läderach: Uber Uns. Abgerufen am 22. September 2023 (Schweizer Hochdeutsch).
50. ↑  Läderach: Bilten II - Das neue modulare Werk. In: Fridolin. Abgerufen am 24. Juli 2024.
51. ↑  Vegan mit Genussgarantie: Läderach launcht vegane Alternativen zur Milchschokolade – vegconomist: Das vegane Wirtschaftsmagazin. 10. August 2022, abgerufen am 3. Dezember 2022 (deutsch).
52. ↑  Läderach: Herkunft. Abgerufen am 22. September 2023 (Schweizer Hochdeutsch).
53. ↑  Mareike Müller: Aufruf zum Schokoladen-Boykott: Schwule und Lesben wettern gegen Schweizer Chocolatier Läderach Artikel in der Wirtschaftswoche vom 23. Januar 2020, abgerufen am 9. Dezember 2021.
54. ↑  Ex-Chocolatier Jürg Läderach und sein jahrelanger Balanceakt zwischen Freikirche und Wirtschaftswelt In: Neue Zürcher Zeitung vom 28. September 2023
55. ↑  Ein alt Bundesrat war der letzte Stargast in Kaltbrunn. In: suedostschweiz.ch. Abgerufen am 14. März 2023 (Schweizer Hochdeutsch).
56. ↑  Unternehmensführung mit christlichen Werten: So machen es Schweizer Firmen. In: handelszeitung.ch. Abgerufen am 14. März 2023 (Schweizer Hochdeutsch).
57. ↑  Christianity for today – Team. In: Vorstand cft. Abgerufen am 22. September 2023.
58. ↑  Natalia Widla: Von Plastikembryos, Islamophobie und Luxusschokolade: der «Marsch fürs Läbe». In: Onlinezukunftsmagazin das Lamm. 5. August 2019, abgerufen am 31. Januar 2020.
59. 1 2  Gabriela Jordan: Johannes Läderach erntet am SEF Applaus und stellt sich Vorwürfen. In: luzernzeitung.ch. Abgerufen am 14. März 2023.
60. 1 2 3  Ulrich Rotzinger: «Ich dachte, das gehe schon vorbei». 15. September 2020, abgerufen am 23. August 2023 (Schweizer Hochdeutsch).
61. ↑  Der Schoggi-König kämpft gegen Abtreibung und Homosexuelle. In: Tagesanzeiger Artikel. 12. September 2019, abgerufen am 12. September 2019.
62. ↑  Hugo Stamm: Warum die Swiss genug hatte: Der radikale Glauben der Schoko-Familie Läderach. In: watson.ch. 31. Januar 2020, abgerufen am 31. Januar 2020.
63. ↑  Swiss soll Läderach-Schoggi wieder an Bord nehmen. 10. Februar 2020, abgerufen am 23. August 2023 (Schweizer Hochdeutsch).
64. ↑  Mark Baer: Swiss beendet Zusammenarbeit mit Läderach. In: beobachter.ch. 29. Januar 2020, abgerufen am 30. Januar 2020.
65. ↑  Ulrich Rotzinger: Chocolatier Läderach spricht über Homophobie-Vorwürfe und Entlassungen. In: Blick Artikel. 31. Januar 2020, abgerufen am 31. Januar 2020.
66. ↑  SRF: Die evangelikale Welt der Läderachs – Züchtigung im Namen Gottes Auf: Youtube; Stellungnahme der Ombudsstelle: Dossier Nr 9496, «Dok», «Die evangelikale Welt der Läderachs – Züchtigung im Namen Gottes» vom 21. September 2023
67. ↑  Christliche Privatschule - Chocolatier Jürg Läderachs evangelikale Welt unter Beschuss. 21. September 2023, abgerufen am 22. September 2023.
68. ↑  «Wir kennen viele Betroffene»: So reagiert Läderach auf die Vorwürfe In: Watson (Nachrichtenportal)  vom 22. September 2023
69. ↑  Läderach wird erneut von der Vergangenheit des Ex-Patrons eingeholt In: Neue Zürcher Zeitung vom 22. September 2023
70. ↑  Läderach baut Sicherheit in Filialen aus, Tages-Anzeiger, 28. September 2023, S. 17
71. ↑  Nach Skandal-Doku - Johannes Läderach nimmt seine Kinder von christlicher Schule In: Blick online vom 29. September 2023
72. ↑  Sektenblog: Wie der christlich-fundamentalistische Glaube das Sittenbild der Läderachs prägt Hugo Stamm in: Watson (Nachrichtenportal) vom 30. September 2023
73. ↑  Medienmitteilung SVC Unternehmerpreis Ostschweiz 2012 (Memento vom 19. Dezember 2014 im Internet Archive) (PDF, Archiv).
74. ↑  Ausgezeichnet: Läderach «Best Managed Company 2023» in der Schweiz. 30. Juni 2023, abgerufen am 23. August 2023.